# Chorizagrotis differens
Chorizagrotis differens là một loài bướm đêm trong họ Noctuidae.